# Telia Sverige
Se även Telia Company.
Telia Sverige AB (tidigare Telia Sonera Sverige AB,  Telia AB), skapat genom bolagisering av det statliga Televerket (ursprungligen  Kongl. Elecktriska Telegraf-Werket), är Sveriges största teleoperatör, både sett till omsättningen och antal kunder. Företaget säljer anslutningar inom fast telefoni, datakommunikation, Internet, digital-tv, Ip-telefoni och mobiltelefoni till privatpersoner, företag och organisationer. Telia Sverige ingår i koncernen Telia Company. Telia Company använder varumärket Telia i sin marknadsföring till slutkunder, numera inte bara på den svenska marknaden. Andra varumärken inkluderar mobilabonnemangen Halebop och Fello. Skanova, med tjänster riktade till andra teleoperatörer, är sedan 2017 en del av Telia Infra som är en renodlad wholesale- och nätorganisation.

## Historia

### Bakgrund

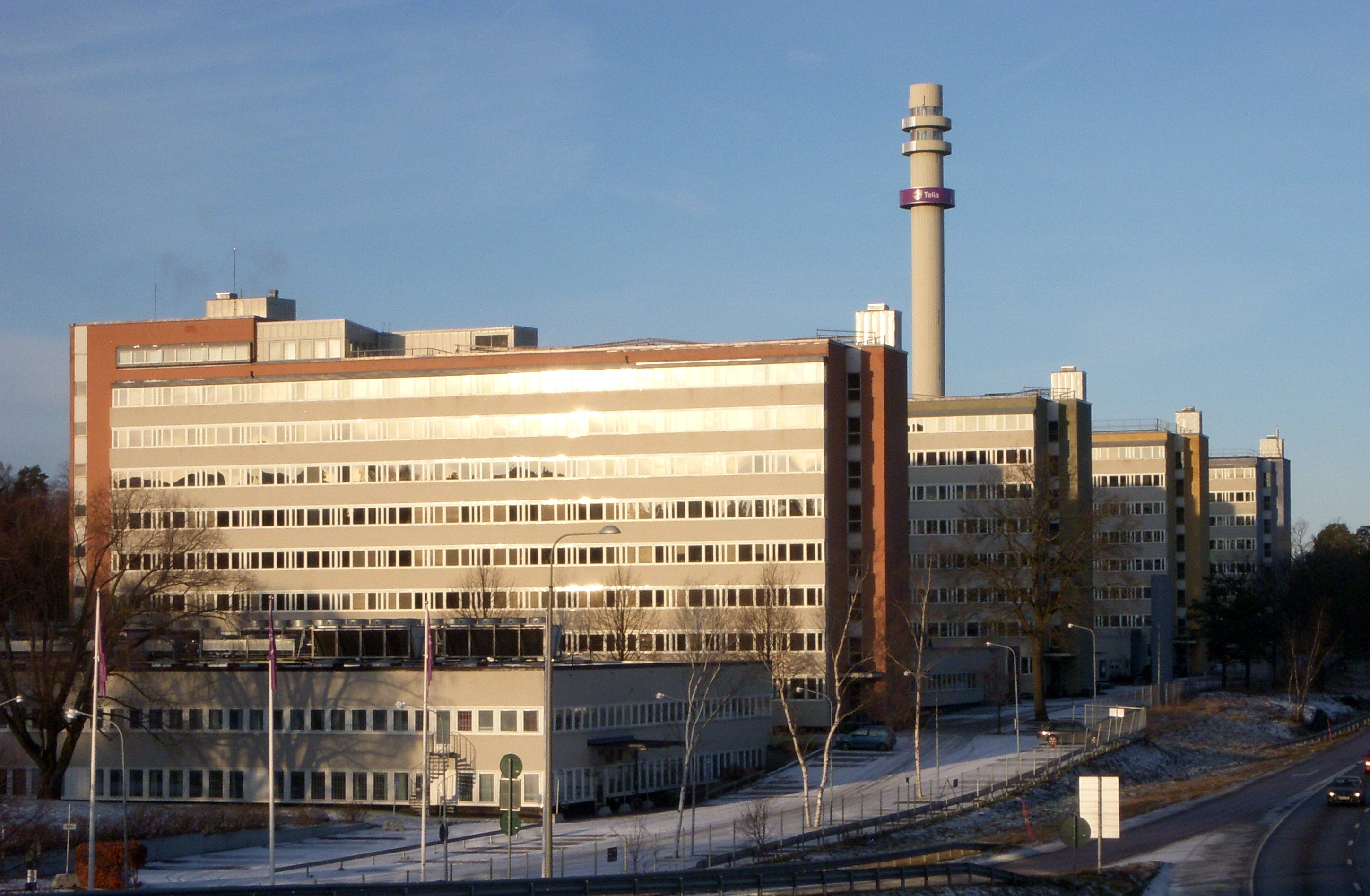
Farstaanläggningen från 1963.

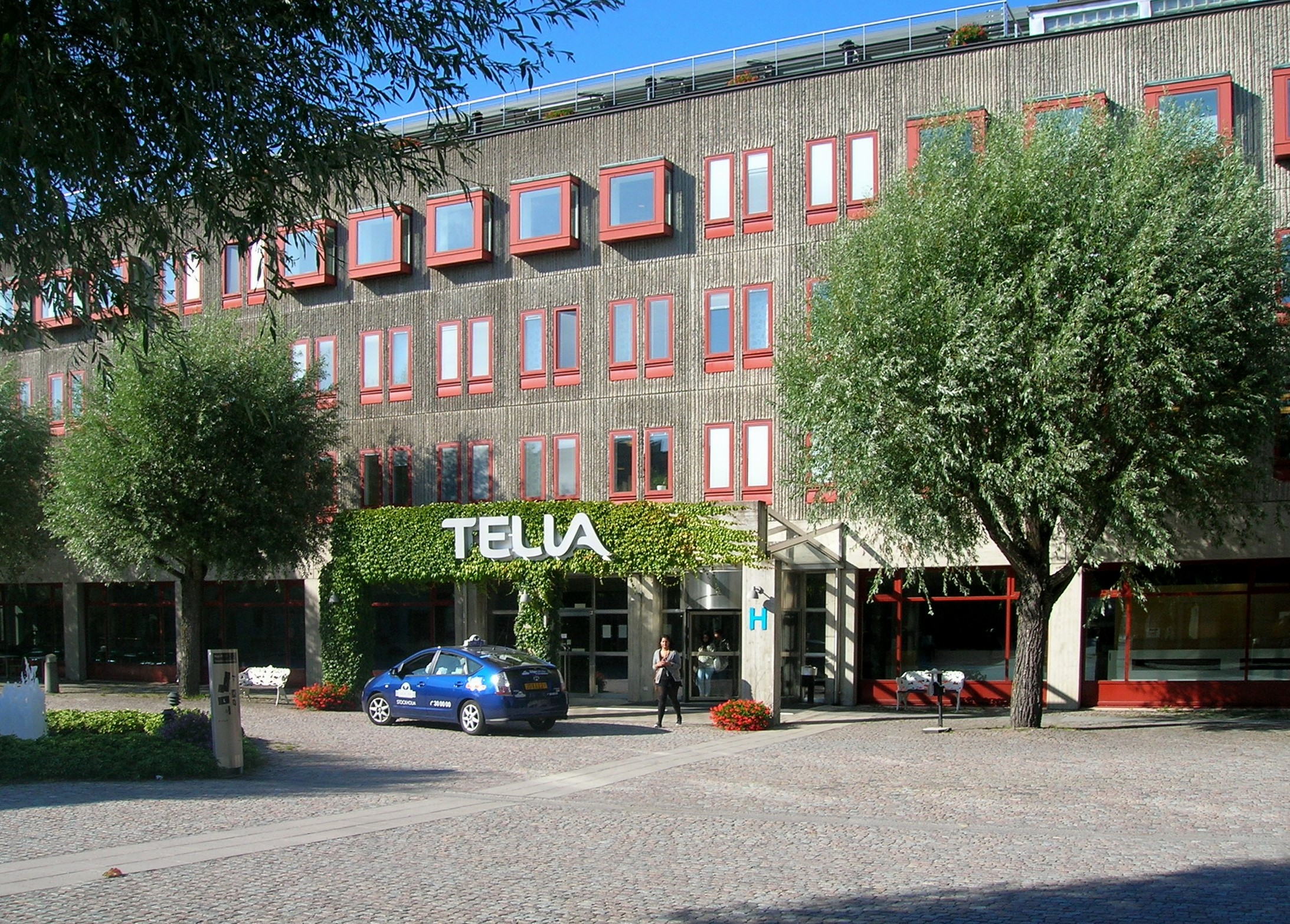
Larsbodaanläggningen från 1969.

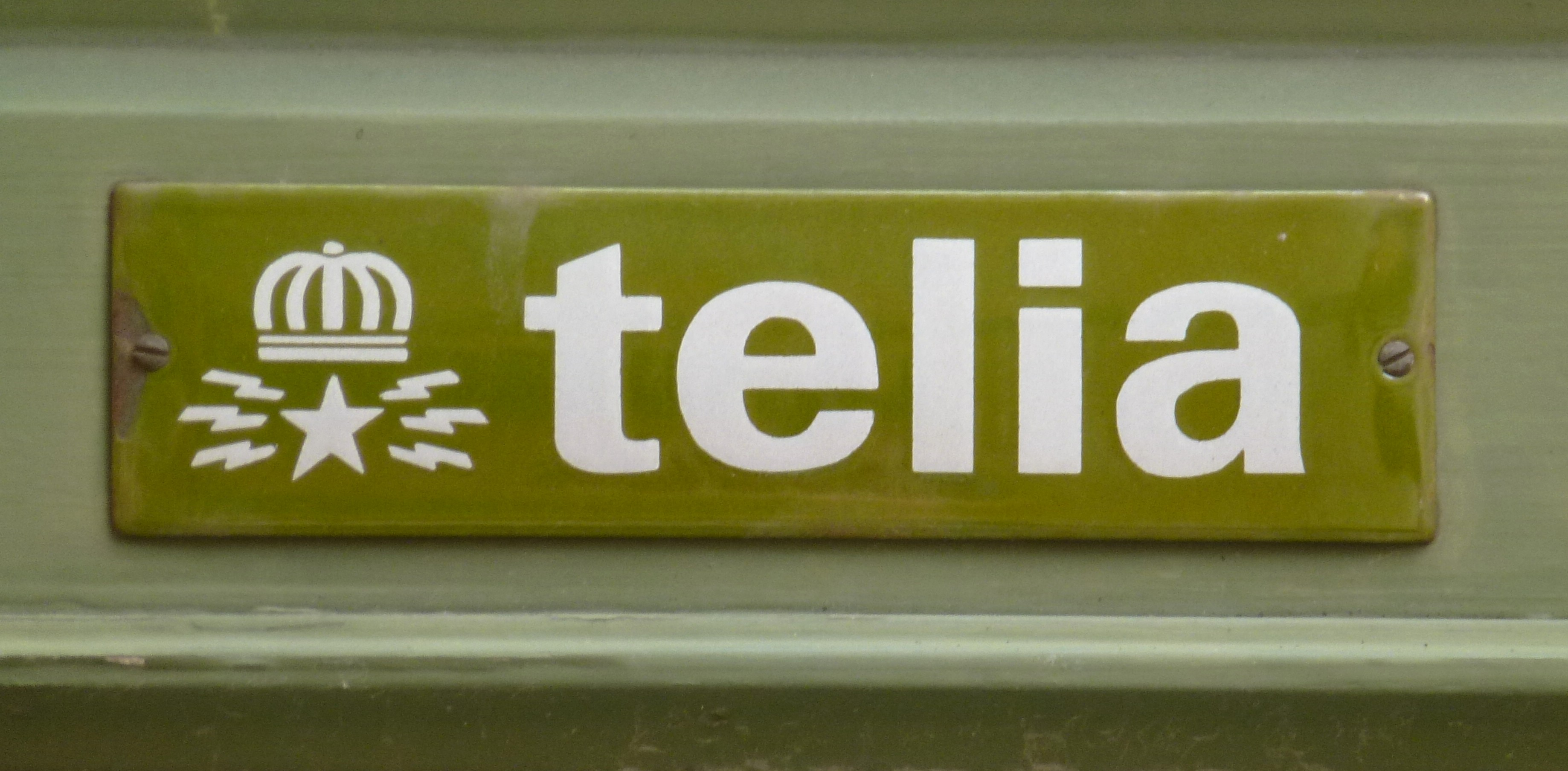
Äldre Telia-skylt på en telefonkiosk i Stockholm.

Telias föregångare var Kongl. Elecktriska Telegraf-Werket som bildades 1853 och från 1950-talet hette Televerket. Det var både en myndighet och ett affärsdrivande statligt verk. Sverige har aldrig haft ett lagstadgat monopol på telefoni, men trots det var Televerket den enda operatören av betydelse på marknaden under en lång tid. På 1980-talet var det högkonjunktur i Sverige och IT-mognaden bland konsumenterna var stor, vilket ledde till att nya aktörer började etablera sig. År 1987[källa behövs] blev Sverige det första land i världen som hade ett rikstäckande digitalt telenät, över tio år efter att Televerket började införa digitala telefonväxlar (AXE-växlar). Då var det av ekonomiska skäl eftersom man fick plats med tio gånger så många förbindelser på de kopparkablar som digitaliserades, vilket löste en del av problemen med att snabbt bygga ut telefonnätet i takt med behoven. Det var också av ekonomiska skäl som digitaliseringen fortsatte, bland annat via radiolänk och fiberkablar. I slutet av 80-talet lade Televerket ut ca 2 000 km fiberoptiska kablar per år, då med hastighet på 565 Mbit/s, vilket gav att 16 000 abonnenter kunde ringa samtidigt i en ledning tjock som en sytråd. 1989 tog Sveriges Radio över administrationen av TV-licenserna från Televerket.

### 1993: Bolagisering
I samband med bolagiseringen av Televerket överfördes Televerkets myndighetsroll, den så kallade frekvensförvaltningen, 1992 till den nybildade myndigheten Post- och telestyrelsen. Rundradioutsändningsverksamheten inom dåvarande Televerket Radio fördes samtidigt över till det nya aktiebolaget Teracom. Televerkets återstående affärsverksamhet överfördes från 1 juli 1993 till det nybildade Telia AB som blev ett aktiebolag med den svenska staten som ensam ägare.
Telia sålde Teli (Teleindustrier) till Ericsson.

### 1994
Under det första verksamhetsåret avvecklade och sålde man de enheter som tillverkade telekomutrustning, till exempel Teli. Strategiska mål var att expandera utomlands för att kompensera för en sjunkande marknadsandel i Sverige. Man gjorde klart att man inte skulle konkurrera med priset utan med en hög tillgänglighet i sina nät och med en kunnig kundsupport. Marknadsandelen i Sverige inom fast telefoni uppgick ännu till över 95 procent. Mobilverksamheten växte utomlands genom köp av mindre aktieposter av operatörer verksamma i bland annat Namibia, Ecuador, Ryssland och Lettland. 
Utbyggnaden av AXE-systemet pågick för fullt, och 81 procent av kunderna var nu anslutna till en AXE-station. Under året driftsattes de första två ATM-växlarna i Göteborg och Stockholm. Man påbörjade installation och integration av ett nytt telenät baserat på ISDN-teknik. Ett nät baserat på SDH-teknik driftsattes mellan Stockholm, Göteborg och Malmö. Detta var det första året som antalet nya GSM-abonnemang överskred antalet nya NMT-abonnemang. Man började nu även sälja internetaccess via smalband.
Vid denna tid var Lars Berg företagets vd.

### 1995: AXE-N-projektet avbryts
Projektet AXE-N (AXE Network) initierades av Ericsson och Telia 1987 inom ramen för Ellemtelsamarbetet, men avbröts 1995 efter att Ericsson samma år tagit över Ellemtel. Projektet syftade till att utveckla en ATM-baserad ersättare till AXE-arkitekturen. Det var Sveriges mest påkostade utvecklingsprojekt efter JAS 39 Gripen, och har betecknas som en av Sveriges största industrifloppar. 
Under 1995 bildades Telia Handel AB som skulle sköta Telias detaljistförsäljning via både egna butiker och fristående återförsäljare. Man började sälja produkter och tjänster via kedjor som Expert, Dialect, GEAB, Ring Up och Telfac.
Nya tjänster som infördes under året var bland annat möjligheten att skicka och ta emot fax via mobiltelefonen samt SMS[källa behövs]. Telia Persona var en tjänst som gjorde en person nåbar oavsett vilken fysisk telefon den befann sig vid. Tele Telesvar, en virtuell telefonsvarare och Telia Nummerpresentation infördes också. 
Företagets multimediadivision tog fram webbportalen Passagen som bland annat innehöll nyheter, underhållning och spel. Portalen skapades för att lotsa svenskarna ut på internet, som då fortfarande var nytt, och man hoppades att genom portalen kunna sälja samtalsminuter. En av de som tidigt anställdes för att skapa innehåll till Passagen var Jonas Birgersson som senare lämnade Passagen för att starta Framtidsfabriken. Passagens största konkurrent var Postens webbportal Torget.se. Det faktum att två stora aktörer tidigt satsade på internet har framhållits som viktigt för Sveriges internetutveckling.
Andelen AXE-anslutna telefonikunder ökade till 91 procent. Efterfrågan på internetuppkoppling gjorde att man byggde upp en rikstäckande nät av modempooler. 
Den internationella närvaron förstärktes med köp av operatörer i Indien och Filippinerna. Man etablerade dotterbolag i Norge och Danmark.

### 1996
Telia fortsatte sin satsning på multimediatjänster och man såg sig nu som en informationsmäklare som skulle kunna erbjuda kunderna söktjänster. Man slöt ett avtal med  amerikanska Digital Equipment i syfte att driva söktjänsten Altavista i Norden, Baltikum, Polen, Tyskland och BeNeLux-länderna. Man tog fram tjänsterna Autotel och Bilguiden för att förenkla köp av begagnade bilar; tjänsten Preventel för kreditupplysningar och en tjänst för turistinformation, Navigo m.fl. 
Företagets kabeltvbolag, Svenska Kabel-TV tog fram tjänsten Bio Hemma, en pay-per-view-tjänst. Gula Sidorna blev nu tillgängliga på Internet. Portalen Passagen hade nu officiell premiär. Åt Sparbanken (nuvarande Swedbank) tog man fram en internetbaserad banktjänst.
Utbyggnaden av SDH och ATM fortsatte, den senare var nu tillgänglig i 31 städer i Sverige. 
Internationellt fortsatte företaget att växa. I Finland köpte man 75 procent av operatören Telivo. I Norge köpte man 90 procent av internetoperatören RiksNett. I Estland och Lettland fortsatte man via bolagen Eesti Telefon och Latvijas Mobilais Telefon utbyggnaden av infrastrukturen för fast och mobil telefoni. På Sri Lanka etablerades Suntel, en fastnätsoperatör som ägdes av Telia till 75 procent. I Indien köpte man en minoritetspost i Minicall-operatören Punwire Paging Systems. I Kina köpte man en mindre post i mobiloperatören Shanghai Skycell Telecommunications.

### 1997
I oktober 1997 fattade Telia beslutet att sälja dotterbolaget Telia Fastigheter Telaris AB, som äger, driver och förvaltar alla Telias fastigheter. 
Vid årsskiftet 1997/98 slogs IT-konsulten Telia Engineering AB (f.d. Telia Research, dessförinnan TeleSoft, dessförinnan TeleLogic) ihop med delar av Telia Data och bildade Telia ProSoft AB. 
I Sverige lade Telia krafter på att utöka sin produktportfölj för att nå helt nya målgrupper. Bakgrunden var bland annat att den traditionella teletjänstmarknaden var så pass mogen i Sverige att företaget inte kunde växa mer inom de gamla marknaderna. 
Man tog fram tjänster anpassade för olika typer av nät (VPN-nät, mobilnät och fasta nät) till exempel virtuella callcenters och röstigenkänning. Man lanserade Internet via TV och man testade en videokonferenstjänst över bredband. Åt nuvarande Nordea tog man fram ett säkerhetssystem för deras internetbank. Man fortsatte satsningen på portalen Passagen där man nu lade till en shoppinggalleria och en nyhetstjänst med nyheter från CNN.
Telias första ADSL-nät öppnade till studentbostäder i Sundsvall, med on-demand streamingtjänster. Samtidigt kom Telia Flexicom (nyttjandebaserad bredbandstjänst).
Efterfrågan från andra operatörer på hyrda förbindelser var stor och man träffade avtal med fyrtio operatörer under året. För att möta kravet på snabbare internetförbindelser fortsatte man att investera i SDH-nätet, ISDN-nätet och ATM-nätet. Man fortsatte investera i digital kabel-tv och interaktiva tjänster som pay-per-view och video-on-demand. 
Telia Mobitel lanserade i Sverige sitt GSM 1800-nät för att åtgärda mobilnätets kapacitetsproblem i storstäder. Telia Mobitel blev därmed den första mobiloperatören med ett integrerat GSM 900 och GSM 1800 nät i kommersiell drift. Telia Business System kände stor efterfrågan på företagsväxlar och man omsatte nästan två miljarder kronor, bland annat på försäljning av växlar från Ericsson (MD110) och Nortel (Meridian). Försäljningen av datakomprodukter, till exempel servrar och modem ökade jämfört med tidigare år och omsatte nu 1,1 miljard. Trots detta gick man med förlust.
Telia Internet 020, ett uppringt internetabonnemang där abonnenten ringde upp ett gratisnummer men fakturerades särskilt för uppkopplingstiden, lanserades. Samtidigt ändrades taxereglerna så att man inte längre kunde ringa till angränsande riktnummerområden till lokalsamtalstaxa.
Internationellt fortsatte man sin expansion. Vid slutet av året bedrev man verksamhet i 20 länder. Ett DCS 1800-nät lanserades i Danmark, Finland och Hongkong. I Lettland och Litauen började man sälja internetaccesser. I den kinesiska provinsen Nantong etablerade man mobiloperatören Skycell tillsammans med en annan operatör.
Telia blir först i världen med att visa upp VDSL.

### 1998: Digitaliseringen slutförd
Alla kunder i Sverige var nu anslutna till digitala AXE-växlar. Den sista elektromekaniska växeln som byttes ut kom att bli Älvros.

### 1999: Telenor-affären
Den 20 januari 1999 blev det offentligt att Telia och norska Telenor avsåg att gå ihop. Den 30 mars undertecknades ett Letter of intent. Syftet var att skapa synergieffekter och att minska kostnaderna. I april ansökte Norge och Sverige hos EU-kommissionen om att få slå samman sina telebolag. Kommissionen beslöt i oktober att ett sådant bolag skulle få en monopolställning och krävde omfattande avyttringar innan en fusion kunde ske. Kommissionen anmärkte även på att en fusion skulle kunna slopa gränsen för utlandssamtal mellan Sverige och Norge, en fördel som konkurrenter inte hade.
De svenska och norska regeringarna kunde inte enas om hur de skulle uppfylla kommissionens krav och det blev ingen fusion.
Numret till Telias nummerupplysning ändrades den 1 april 1999 från 07975 till 118118.

### 2000: Folkaktie, 3G-nej
I juni 2000 sålde svenska staten 30 procent av Teliaaktierna till privata investerare och noterade företaget på Stockholmsbörsen. Teliaaktien lanserades som en folkaktie. De senaste årens IT-boom och börsyra medförde att intresset för aktier var större än någonsin bland svenskarna och börsintroduceringen fick stor uppmärksamhet i media. Nästan en miljon svenskar köpte aktier i Telia till ett introduktionspris på 85 kronor. Tajmingen var dock dålig då luften börjat gå ur IT-bubblan och redan några dagar efter börsintroduceringen stod det klart att aktiekursen sjönk och ett år senare var en aktie värd 25 kronor. Sparekonomen Claes Hemberg har i efterhand kallat Telias börsintroduktion för ”århundradets börsflopp”.
Den 16 december tillkännagav Post- och telestyrelsen att konkurrenterna Netcom, Hi3G Access AB, Europolitan och Orange hade tilldelats varsin licens för UMTS i Sverige, vilket innebar att Telia blev utan 3G-licens. Detta väckte stor förvåning, både i telekombranschen och hos allmänheten. PTS ansåg att Telia inte lovade tillräckligt i sin utbyggnadsplan jämfört med de andra operatörerna. Kritiker av beslutet menade att Telia hade en mer realistisk utbyggnadsplan. Under jul- och nyårshelgen tog Netcoms företrädare Jan Stenbeck kontakt med vd Marianne Nivert och erbjöd att dela på licensen. Ett avtal slöts om detta, det dröjde dock nästan ett år innan Konkurrensverket och PTS hade godkänt affären.
Telia Infomedia Reklam AB blir katalog- och söktjänstbolaget Eniro AB, som avknoppas från Telia.

### 2001: Outsourcing
2001 sålde Telia en stor företagsgrupp, Orbiantgruppen, till Flextronics. Gruppen sysselsatte 25 procent av Telias anställda, och bestod av företagen Neterna, Telia Service, Telia Systems, Evega, Relacom och Wireless Network Management. Ki Consulting & Solutions AB. Telia tecknade outsourcingavtal med bland annat Flextronics om nätverksplanering, installation, driftövervakning och underhåll av fasta såväl som mobila nät. Telia motiverade försäljningen med att man ville fokusera på vad man betraktar som kärnverksamhet.
IT-konsulten Telia ProSoft AB bytte namn till Ki Consulting & Solutions, och 51 procent av aktierna såldes av Telia till Industrikapital (Riskkapitalbolag  (Engelska: Private Equity)). Företaget i sin helhet såldes 2004 ut till TietoEnator AB.

### 2002–2003: Telia Sonera bildas
År 2002 gick Telia ihop med den finska teleoperatören Sonera och bildade Telia Sonera den 1 januari 2003. För att få ett EU-godkännande på sammangåendet med Sonera blev Telia tvingad att avyttra Comhem (som fick det namnet 1999 och tidigare hetat Televerket Kabel-TV, Svenska Kabel-TV AB och Telia InfoMedia TeleVision AB) samt Telia Mobile Finland.

### 2005
Telia Sonera lanserade IP-TV via bredbandsnätet.

### 2006
Den 18 september kom Telia Sonera att för första gången ingå i skaran företag som tagit sig in på Dow Jones Sustainability Index.
Telia Sonera förvärvade systemintegratören Cygate AB. Affären tillkännagavs den 16 november.

### 2007: Skanova blir bolag
Bolaget Telia Sonera Skanova Access bildades den 1 december 2007 (2008 enligt företags hemsida), med ansvar för försäljning av nätkapacitet till andra operatörer. Tidigare var Skanova enbart ett varumärke som samlingsnamn på Telias utbud av tjänster riktade till andra teleoperatörer.
Telia lanserade ett Triple-play-paket bestående av bredbandstjänsterna Internet, IP-telefoni och digital-tv. Telia försåg sina telefonkiosker med trådlöst bredband.
Som första stora svenska bredbandsoperatör inledde Telia i november test av HDTV via bredbandet.

### 2008
NMT-nätet upphörde.
1 juni, Viasats kanaler lanserades i Telias digital-tv.

### 2009: Första LTE-nätet
12 januari, Telia Sonera varslade 1 200 medarbetare i Sverige. Den 7 maj blir det klart att den svenska verksamheten skulle minskas med 697 befattningar.
1 mars, Sveriges regering fick genom sin proposition om att väsentligt minska det statliga ägandet i bland annat Telia Sonera.
14 december, Telia Sonera öppnade i de centrala delarna av Stockholm och Oslo världens första publika nät som bygger på LTE. Telia marknadsförde systemet som 4G, trots att LTE ännu inte uppfyllede ITU-T:s krav på 4G-system (1 000 Mbit/s datatakt) enligt kravspecifikationen IMT-Advanced. 

### 2011: Statlig försäljning inskränktes
Den svenska regeringens planer på försäljning av Telia Sonera begränsades i mars 2011, då oppositionen bestående av Vänsterpartiet, Socialdemokraterna, Miljöpartiet och Sverigedemokraterna röstade igenom en motion om inskränkt försäljning av Telia Sonera, sannolikt för att kunna behålla Skanovas infrastruktur i statligt ägo, samt stoppad försäljning av tre andra statliga bolag.

### 2016-2017: Varumärket Telia lyftes fram, Skanova slogs ihop med Telia
Koncernen Telia Sonera bytte namn till Telia Company AB och Telia lanserades som varumärke på samtliga marknader som företaget verkade på. 
I Sverige blev Skanova (som hade varit ett separat bolag inom koncernen under tio år för att öka konkurrensen på bredbandsmarknaden och kunna erbjuda nätkapacitet även till konkurrerande teleoperatörer under liknande villkor som till Telia Sverige) åter en del av bolaget Telia Sverige AB år 2017. Verksamheten slogs samman med Telia Operator och delar av Telia Technology, och bildade enheten Telia Infra.

### 2019: Köp av Bonnier Broadcasting
I december 2019 gick Telia Companys köp av Bonnier Broadcastings tv-verksamhet med varumärkena TV4, C More samt MTV i Finland för 9,2 miljarder SEK igenom.
I januari 2024 förhandlade Telia om att sälja TV4 för 5 miljarder SEK. Bland de intresserade parter som nämndes var Schibsted, Bonniers och Egmont.

## Produkter och tjänster
Telia har ett telekommunikationssortiment för privatpersoner, företag och organisationer, innefattande tjänster inom fast telefoni, mobiltelefoni, Internettjänster samt bredbands-TV.
Telias mobilnätinfrastruktur är den mest omfattande i Sverige. GSM-nätet täcker nästan 100 procent av befolkningen och 75 procent av landytan. Telia har också ett GPRS-, EDGE samt LTE nät. I samband att PTS licensierade 3G lyckades Telia inte få någon licens, varför Telia tvingades söka en samarbetspartner för att erbjuda 3G-tjänster. 
Telia tillhandahåller bredband via telenätet med hastigheter upp till 60 Mbit/s, trådlöst bredband via 3G- och 4G-näten, via Wlan (Homerun Wireless Zone), bredband via egna fiberlan samt via stadsnäten med hastigheter på upp till 1 000 Mbit/s ned och 1000 Mbit/s upp. Telia levererar även IP-TV via eget bredbandsnät, men även via externa nätägare. 
Inom fast telefoni tillhandahåller man PSTN- och IP-telefoni-anslutningar. De har även börjat tillhandahålla tjänsten "hemtelefoni via mobilnätet" för de kunder som blir av med sitt kopparnät. 